# Renewable Energy Certificate System
Renewable Energy Certificate System (in sigla RECS) o Sistema di certificazione dell'Energia Rinnovabile è un sistema volontario per il commercio internazionale nei certificati delle energie rinnovabili creato da RECS International per stimolare lo sviluppo internazionale di energia rinnovabile.
Invoca l'uso di certificati energetici standard per prove della produzione di una certa quantità di energia rinnovabile, e fornisce una metodologia che permette il commercio di energia rinnovabile, abilitando la creazione di un mercato per queste energie e promuovendo così lo sviluppo di nuove capacità nel campo delle energie rinnovabili in Europa.
Un certificato d'energia RECS è rilasciato per ogni Megawattora (MWh) di energia rinnovabile prodotta da un impianto di generazione di elettricità.